# Parattahia
Parattahia is een geslacht van hooiwagens uit de familie Triaenonychidae.
De wetenschappelijke naam Parattahia is voor het eerst geldig gepubliceerd door Roewer in 1914. 

## Soorten
Parattahia is monotypisch en omvat slechts de volgende soort:
- Parattahia usignata